# بروس هاليداي (لاعب كرة قدم)
بروس هاليداي (بالإنجليزية: Bruce Halliday)‏ هو لاعب كرة قدم بريطاني في مركز الدفاع، ولد في 2 يناير 1961 في سندرلاند في المملكة المتحدة. لعب مع سيدني تايغرز ونادي هيرفورد.

## هوامش
1. ↑  Infobox statistics include appearances in the الدوري الوطني only.[1] The statistics on Bath City F.C.'s website do not separate لاعب بديل appearances by competition.[2]